# José Onofre Gurjão
José Onofre Gurjão Boavista da Cunha é economista e educador brasileiro natural de Parnaíba, Piauí. Doutor em Família na Sociedade Contemporânea pela Universidade Católica do Salvador (UCSal), é professor da Universidade Estadual de Feira de Santana (UEFS), instituição onde  também exerceu o cargo de vice-reitor por dois mandatos consecutivos (ao lado da professora Anaci Bispo Paim como reitora), entre os anos de 1995 e 2003, e de reitor no mandato conseguinte, entre os anos de 2003 e 2007. Em abril de 2007, recebeu da Câmara Municipal de Feira de Santana o título de cidadão feirense. Tesoureiro da Academia de Educação de Feira de Santana, ocupa a cadeira de número 2, cujo patrono é Anísio Teixeira.
Em ocasião das comemorações do 28º aniversário da UEFS, foi agraciado com a Comenda Áureo Filho em 2004.

## Reitor da UEFS
No ano inicial de sua gestão à frente da reitoria da UEFS, em 2003, José Onofre enfrentou uma greve de estudantes universitários onde, segundo nota emitida pelo professor, foi impedido de realizar diversas atividades pertinentes à reitoria por ficar refém de um grupo de manifestantes no prédio da administração superior da Universidade. Os manifestantes, porém, afirmaram que reivindicavam qualidade no ensino, na pesquisa e na extensão da instituição e, em nota emitida como direito de resposta, dissertaram que houve "algumas deslavadas mentiras propagadas na imprensa em geral e, principalmente, na nota pública divulgada amplamente nos meio de comunicação por instituições e órgãos estranhos à vida universitária, ou pelo menos estudantil" e acusaram José Onofre, enquanto reitor, de gerir "o balcão de negócios que virou a UEFS", denunciando seu possível descompromisso com a qualidade do ensino superior público. No ano final de seu mandato como reitor da UEFS, em 2007, foi implementada na universidade a política afirmativa de cotas para estudantes negros e/ou oriundos da escola pública. José Onofre, à época, classificou a decisão do Conselho Universitário da instituição como "um significativo avanço na oferta de oportunidades de ingresso de grupos excluídos ao ensino superior".
Enquanto esteve em exercício do cargo de reitor da UEFS, foi eleito presidente do Fórum de Reitores das Universidades Estaduais da Bahia, como também presidente da Associação Brasileira dos Reitores das Universidades Estaduais e Municipais (ABRUEM), cujo mandato iniciou-se em junho do ano de 2006 e foi finalizado em maio de 2007. Como presidente da ABRUEM, criticou o processo de interiorização das universidades federais brasileiras por meio da criação, quando a interiorização do ensino superior no Brasil poderia ser feita com o fortalecimento das universidades estaduais e municipais já existentes.
Sua prestação de contas como reitor foram reprovadas e seu nome apareceu na lista de inelegíveis para as eleições municipais de 2012 publicada pelo Tribunal de Contas do Estado da Bahia (TCE-BA) em junho do mesmo ano, no entanto, a decisão poderia ainda ser recorrida.